# Facilités linguistiques en Belgique

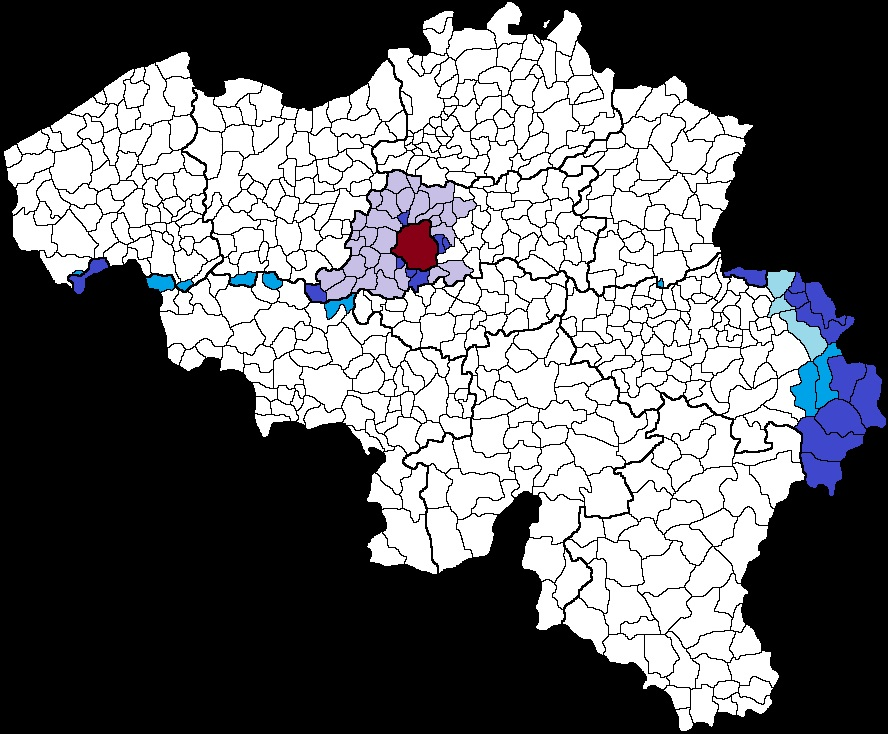
Communes à facilités administratives, d'enseignement ou judiciaires
Région bilingue de Bruxelles-Capitale
Communes à facilités administratives, d'enseignement et judiciaires
Communes à facilités administratives et d'enseignement
Communes à facilités d'enseignement
Communes à facilités judiciaires

Les facilités linguistiques en Belgique sont les aménagements apportés au strict découpage géographique du pays induit par la Frontière linguistique ; concrètement, c'est la possibilité pour une population minoritaire de pouvoir échanger avec l'administration dans sa langue, n'étant pas la langue officielle de la région linguistique.
Les communes où ces facilités s'appliquent sont appelées communes à facilités dans le langage courant, mais ce terme n'existe pas dans la loi, qui évoque parfois un régime spécial en vue de la protection de leurs minorités (pour les Malmédiens de langue allemande) ou un régime de protection de minorités.
Il y a vingt-sept communes à facilités complètes auxquelles se rajoutent trois communes à facilités uniquement au niveau de l'enseignement, ce qui porte le nombre total à 30 communes.
À ces facilités administratives s'ajoutent les facilités judiciaires qui sont, elles, valables dans les 35 communes de l'arrondissement de Hal-Vilvorde ainsi que dans les communes des Fourons et de Comines-Warneton, et les 9 communes de la région de langue allemande.

## Le principe
La frontière linguistique et l'emploi des langues sont fixés en Belgique par les lois du 8 novembre 1962 et du 2 août 1963. Une frontière linguistique figée pose le problème des minorités substantielles parlant l'autre langue, en particulier dans les communes frontalières, amplifié par l'évolution démographique et institutionnelle du pays et le souhait des néerlandophones, constant dans le temps, de contenir le recul de l'usage du néerlandais, en particulier à Bruxelles et dans sa périphérie.
Les communes « à facilités » sont caractérisées par l'unilinguisme des services internes (l'administration travaille dans une seule langue) et un bilinguisme externe (l'administration utilise deux langues dans ses relations avec le public).
Les lois linguistiques prévoient en effet que dans les communes dotées de ces facilités, tout service local utilise exclusivement la langue de sa région dans les services intérieurs, dans les rapports avec les services dont il relève (...) mais doit utiliser la deuxième langue avec les particuliers qui en font usage. De plus les avis et communications destinés au public se font dans les deux langues concernées.
Enfin, il faut préciser que la portée et les procédures précises de ces facilités linguistiques ne sont pas identiques pour toutes les communes à facilités. On peut dénombrer six statuts différents, sur l'obligation de délivrer les documents directement dans la langue de l'administré ou de lui garantir la délivrance d'une copie, sur l'obligation de bilinguisme des agents communaux, etc.
On peut cependant regrouper les communes à facilités en quatre grandes catégories : les six communes de la périphérie bruxelloise, dénommées « communes périphériques », les 24 communes (devenues huit après la fusion des communes en 1976) de la frontière linguistique française-néerlandaise, les six communes (devenues deux) de langue française avec facilités pour les germanophones dites « communes malmédiennes » et les 25 communes (devenues neuf) de langue allemande avec facilités pour les francophones. Aucune commune ne dispose d'un statut trilingue ou dans lequel trois langues administratives seraient concernées : même si la loi en prévoit la possibilité, seules trois communes possèdent des facilités linguistiques trilingues mais seulement au niveau de l'enseignement.

## Liste des communes concernées

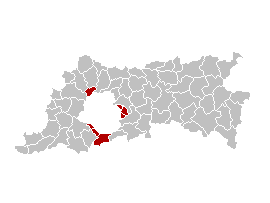
Carte du Brabant flamand avec les communes à facilités dans la périphérie bruxelloise (en rouge).

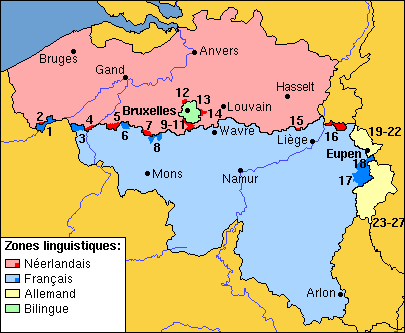
1. Comines-Warneton 2. Messines 3. Mouscron 4. Espierres-Helchin 5. Renaix 6. Flobecq 7. Biévène 8. Enghien 9. Drogenbos 10. Linkebeek 11. Rhode-Saint-Genèse 12. Wemmel 13. Kraainem 14. Wezembeek-Oppem 15. Herstappe 16. Fourons 17. Malmedy 18. Waimes 19. Lontzen 20. Raeren 21. Eupen 22. La Calamine 23. Burg-Reuland 24. Saint-Vith 25. Amblève 26. Bütgenbach 27. Bullange

### En Région de langue néerlandaise
Communes de la périphérie bruxelloise, avec facilités pour les Francophones
- Kraainem, Drogenbos, Linkebeek, Rhode-Saint-Genèse, Wemmel et Wezembeek-Oppem.
- Voir aussi la situation particulière de la circonscription électorale de Bruxelles-Hal-Vilvorde.

Communes frontalières de la Région de langue néerlandaise, avec facilités pour les Francophones
- Biévène, Espierres-Helchin, Fourons, Herstappe, Messines et Renaix.

### En Région de langue française
Communes frontalières de la Région de langue française offrant des facilités aux Néerlandophones
- Comines-Warneton, Enghien, Flobecq et Mouscron.

Communes avec facilités pour les Germanophones
- Waimes et Malmedy.

Communes de la Région de langue française avec facilités pour les Germanophones et les Néerlandophones
- Baelen, Plombières et Welkenraedt. Les facilités ne sont ici consenties qu'en matière d'enseignement uniquement - voir ci-dessous.

### En région de langue allemande
Communes avec facilités pour les Francophones
- Amblève, Bullange, Burg-Reuland, Butgenbach, Eupen, La Calamine, Lontzen, Raeren et Saint-Vith.

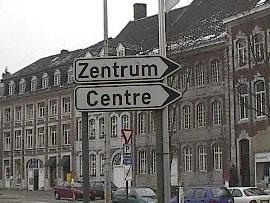
Signalisation bilingue et facilités linguistiques pour les Francophones dans la municipalité d'Eupen.

## Histoire
La loi de 1878 met déjà en évidence une série de communes situées le long de la limite entre la région de langue néerlandaise et celle de langue française, qui présentent une population pratiquant, de manière assez majoritaire, la langue de l'autre région ; ces communes vont être surnommées communes égarées, comme nées de l'imperfection du tracé de la frontière.
L'article 31 de la loi 31 juillet 1921 disposait que : Dans les communes dont la majorité des habitants parle le plus fréquemment, d’après le dernier recensement décennal, une langue différente du groupe linguistique auquel l’article premier les rattache, le conseil communal décide du choix de la langue pour ses services intérieurs et la correspondance.
Le recensement de 1930 a instauré un régime de bilinguisme externe dans quatorze communes (sur environ 3 000 que compte alors le pays). Cela signifie que dans six communes francophones et huit communes flamandes proches de la frontière linguistique, la minorité s'exprimant dans l'autre langue peut demander à être traitée dans sa langue par l'administration communale. Lors du recensement de 1947, quatorze communes supplémentaires évoluent vers le français alors qu'une seule évolue vers le néerlandais. Par peur des réactions dans le mouvement flamand, le gouvernement retarde la publication des résultats, qui ne viendront qu'en 1954, accompagnés d'une modification de la loi pour en adoucir l'impact sur la francisation de certaines de ces communes.
Les lois de 1962 et 1963 font disparaître les communes égarées. En effet, ces communes ont rejoint un arrondissement de la langue administrative mais cela n'empêche pas que la majorité de la population de chacune de ces communes s'identifie au régime linguistique imposé par la nouvelle loi. Certaines communes rejoignent la Région de langue néerlandaise ou de langue française, d'autres l'agglomération de Bruxelles
De plus, six communes de la périphérie bruxelloise vont constituer (jusqu'en 1970) un arrondissement distinct, n'appartenant à aucune région linguistique. Ces communes vont être dotées du statut de commune à facilités : il s'agit de facilités linguistiques accordées sur le plan administratif à la population dont la langue n'est pas la langue administrative principale de sa commune. Le caractère transitoire ou non des facilités fait l'objet de nombreux débats depuis quelques années.
Outre ces six communes autour de Bruxelles, il y a également d'autres communes à facilités situées le long de la frontière francophone / néerlandophone mais également francophone /germanophone. Ces minorités linguistiques, au fur et à mesure des réformes datant des XXe et XXIe siècles, sont protégées, notamment par l'institution d'un organisme de contrôle, de garanties pour leur représentation électorale ou encore d'autres mesures de protection.

## L'appartenance de chaque commune à facilités à une région linguistique
Toutes les communes à facilités appartiennent à une région linguistique. Cela n'a pas toujours été le cas. La réforme constitutionnelle de 1970 a élevé au rang d'une disposition constitutionnelle (actuel article 4 de la Constitution) l'existence des quatre régions linguistiques prévues dans la législation sur l'emploi des langues en matière administrative (1962-1963). Il est également précisé dans cet article 4 que « chaque commune du Royaume fait partie d'une de ces régions linguistiques ». Or les six communes périphériques constituaient jusqu'alors un arrondissement administratif distinct , et ne faisaient pas partie de l'arrondissement de Hal-Vilvorde , et dès lors pas non plus de la région linguistique de langue néerlandaise . L'arrondissement distinct regroupant les communes périphériques fut supprimé par la loi du 23 décembre 1970 (art. 2) et les six communes périphériques rejoignirent l'arrondissement de Hal-Vilvorde , et dès lors aussi la région linguistique de langue néerlandaise  . Les autres communes à facilités appartenaient déjà à une région linguistique déterminée dès la mise en place des lois linguistiques (1962-1963).
À partir de 1970, les communes à facilités appartinrent dès lors toutes à une région linguistique unilingue : celle correspondant à la langue de travail de l'administration. Mais le régime des facilités constitue une exception au principe établi selon lequel les relations entre les habitants d’une région et l’administration se font obligatoirement dans la langue de la région. En effet, seule la région linguistique de Bruxelles-Capitale est officiellement bilingue français-néerlandais. Les trois autres régions linguistiques sont unilingues : la région de langue française, la région de langue néerlandaise et la région de langue allemande. Or, dans un petit nombre de communes de ces trois régions unilingues, les habitants peuvent, en vertu des facilités, obtenir leurs documents administratifs et entrer en relation avec l’administration communale et d'autres administrations dans une seconde langue, déterminée selon les communes. L'administration doit aussi utiliser cette langue avec les habitants concernés, et rédiger ses avis et communications destinés au public dans les deux langues.

## Les différents régimes de facilités

### En périphérie bruxelloise
Durant la seconde partie du XXe siècle, à la suite de l'urbanisation, un nombre supplémentaire de communes précédemment néerlandophones de la Périphérie bruxelloise devinrent majoritairement francophones,. Ce phénomène, connu en Flandre comme la « tache d’huile francophone », constitue, en même temps que la question du statut de Bruxelles, un des principaux sujets de contentieux de la politique belge,. (Inversément, les activistes francophones de Bruxelles parlent du « carcan » pour désigner le figement de la frontière linguistique autour des 19 communes.). À la suite d'un compromis politique, six communes de la périphérie bruxelloise largement bilingues n'ont pas été intégrées dans la région bilingue de Bruxelles-Capitale par les lois de 1962 et 1963 mais ont obtenu des facilités linguistiques : Wemmel, Kraainem, Wezembeek-Oppem, Rhode-Saint-Genèse, Linkebeek et Drogenbos

### En Région wallonne
Les communes de Baelen, Plombières et Welkenraedt offrent des facilités aux germanophones et aux néerlandophones, en matière d'enseignement uniquement.

### La région de langue allemande
L'ensemble des communes de la Région germanophone ont le statut de commune à facilités pour les francophones.

## Les facilités dans l'enseignement
La loi du 30 juillet 1963 « concernant le régime linguistique dans l’enseignement » prévoit par ailleurs que des écoles maternelles et primaires dans la langue minoritaire doivent être reconnues.
Le financement des écoles francophones en région de langue néerlandaise avait été transféré de l’État fédéral vers la Communauté flamande lors de la communautarisation de l’enseignement en 1988. La Flandre bénéficie d’une dotation fédérale pour financer l’enseignement francophone.
La Communauté flamande essaye de s'assurer un minimum de contrôle pédagogique sur ces écoles francophones (en imposant par exemple aux enseignants de ces écoles de passer un examen de bilinguisme et en insistant pour que le niveau d'enseignement du néerlandais permettent aux élèves de continuer des études en Flandre et, ultérieurement, de s'y épanouir professionnellement). Tout en acceptant le principe retenu du bilinguisme pour les enseignants des écoles francophones, la Cour d'arbitrage a, en mai 2006, censuré les exigences trop élevées des néerlandophones à cet égard.
La Communauté française finance une école en néerlandais dans la commune de Mouscron. Elle ne subventionne aucun établissement néerlandophone dans les autres communes à facilités situées en région de langue française. En effet, la loi du 30 juillet 1963 (article 6) et l'arrêté royal du 14 mars 1960 (article 3) prévoient que l'enseignement, dans une autre langue nationale que celle de la région linguistique, ne peut être organisé qu'à la demande de seize chefs de famille. Or cette condition n'a jamais été remplie ailleurs qu'à Mouscron. La Communauté flamande finance néanmoins une école néerlandophone à Comines-Warneton.

## Les facilités judiciaires
Sous certaines conditions, dans les communes concernées, un changement de langue peut-être demandé pour la langue dans laquelle sera traitée la justice.

### Communes concernées
Cela concerne 
- les 35 communes de l'arrondissement de Hal-Vilvorde[19]
- les Fourons[19]
- Comines-Warneton[19]
- les 9 communes de la région de langue allemande [19].

## Les recensements linguistiques
Depuis 1921, la Belgique est officiellement divisée en deux entités unilingues — la Région de langue française et la Région de langue néerlandaise et les lois de 1932 sur l’usage des langues dans l’enseignement et l’administration renforcent encore les frontières entre régions linguistiques.
Ces frontières ne sont cependant pas définitivement fixées, et sur la bande frontalière entre la région de langue néerlandaise et celle de langue française, des communes dont le régime linguistique peut être modifié après un recensement démographique décennal, qui comporte depuis 1846 des questions sur les langues parlées et utilisées. À partir de la loi de 1921, le régime linguistique de l'administration est celui défini par la majorité linguistique issue du recensement décennal (sauf dans l'agglomération bruxelloise, où le choix de la langue est libre). Si 20 % de la population le demande par voie de pétition, un « bilinguisme externe », en fait un droit pour ces habitants d'être traités dans leur langue, doit être instauré. À partir de la loi de 1932, une commune doit accorder ce droit automatiquement dès lors que la population de l’autre régime linguistique atteint 30 % selon le recensement décennal. La langue de gestion de la commune reste cependant celle de la majorité, sauf dans l'agglomération bruxelloise (17 communes en 1921, 18 en 1923 (Ganshoren a été rattachée par Arrêté Royal), 16 communes en 1932 (Woluwe-Saint-Étienne ressort de l'agglomération ) où chaque conseil communal détermine librement sa langue de gestion).
La règle s’applique théoriquement dans un sens ou l’autre. En fait, l'évolution a été plutôt celle d'une extension des zones francophones. À Bruxelles et dans  sa périphérie, dans les Fourons (Voeren), à Enghien (Edingen), à Renaix (Ronse), à Houtain-l'Évêque (Walshoutem), les communes deviennent de plus en plus francophones. Néanmoins, certaines communes se sont aussi progressivement néerlandisées, comme Rekkem, Espierres (Spiere), Helchin (Helkijn), Marcq (Mark), Petit-Enghien (Lettelingen). Ces communes étaient toutes très majoritairement francophones à la création de la Belgique (selon le recensement de 1846).
Autour de Bruxelles en particulier, l’attraction de la capitale et de ses environs est telle que les Bruxellois, majoritairement francophones, continuent à s’y installer, et également dans les communes néerlandophones avoisinantes (phénomène de péri-urbanisation, c'est-à-dire d'urbanisation de communes anciennement rurales).
Pour les néerlandophones, pourtant, cela est vécu comme une perte : la présence dans le territoire néerlandophone d'une enclave francophone constituée par cette ville, qui s’étend aujourd'hui en continuité avec la région wallonne (la commune de Rhode-Saint-Genèse (Sint-Genesius-Rode), qui appartient à la région néerlandaise et sépare la ville de la région wallonne, est majoritairement francophone), fait perdre à la Région de langue néerlandaise des territoires absorbés par Bruxelles, le territoire où ils ont obtenu l’unilinguisme néerlandophone grignoté par une zone bilingue qui est, de facto, francophone. De cette période date l’expression de « tache d’huile » (olievlek en néerlandais) pour désigner ce phénomène. Inversément, lorsque dans les années 60 la frontière linguistique a été fixée sans possibilité d'évolution ultérieure, les politiciens francophones de Bruxelles ont parlé de « carcan » pour désigner cet enfermement.

## Débats
Cela permet l’existence de deux points de vue diamétralement opposés :
- pour les francophones, ces facilités étaient une reconnaissance permanente et immuable des droits des minorités dans ces communes ;
- pour les néerlandophones (et aussi certains politiciens francophones comme les bourgmestres de Comines-Warneton et Mouscron de cette période), les facilités étaient une mesure temporaire destinée à permettre à la minorité de mieux s’intégrer.

Par rapport à ces deux points de vue, on peut chercher des éléments objectifs à l'appui de chacune des thèses:
- les facilités linguistiques vis-à-vis des écoles ont été accordées pour les maternelles et primaires, mais pas pour les secondaires. Cela pourrait appuyer l'interprétation selon laquelle les facilités doivent favoriser un processus d’intégration (dans le sens que les élèves minoritaires sont supposés être capables d’intégrer des écoles secondaires de la langue majoritaire et qu’ils n’ont donc plus besoin des facilités pour pouvoir s’épanouir au niveau scolaire, professionnel et social). Cet élément peut cependant également s’interpréter à la lumière de la proximité souhaitable d’écoles maternelles et primaires, de nombreux élèves faisant leurs études secondaires dans une commune autre que la leur.
- les lois ne mentionnent aucune échéance aux facilités, elles ne mentionnent même pas ce terme mais parlent de « communes à statut spécial ». Or, les lois de 1962 et 1963 avaient pour but affirmé de fixer définitivement la frontière linguistique, particulièrement dans l'interprétation flamande. On peut en conclure que tout leur contenu a un caractère définitif.
En réalité, les lois ont été créées à un moment où la régionalisation n'existe pas. Le rattachement à une zone linguistique n'a dès lors pas de conséquence sur le plan institutionnel. Il est tout simplement probable que la question du caractère définitif des facilités n'a pas été posée parce qu'il n'y avait pas accord sur ce point au moment du vote de la loi. Quoi qu’il en soit, les lois et la Constitution belge — approuvées par les néerlandophones et les francophones — ne fixent aucune limite de temps à l’existence des facilités.
Deux remarques s’imposent sur ce choix des communes qui ont obtenu des facilités :
1. les données linguistiques utilisées pour fixer la frontière linguistique en 1962-1963 proviennent du dernier recensement disponible datant de 1947 et qui a été publié en 1954, vu le boycott généralisé en Flandre pour répondre aux questions linguistiques du recensement de 1960. Les résultats et l’interprétation du recensement de 1947 ont été contestés, la « Commission Harmel » désignée pour le suivi institutionnel n’a pas donné satisfaction sur le plan de sa rigueur de travail, et la fixation définitive (toute modification nécessiterait une majorité qualifiée des deux groupes linguistiques au Parlement fédéral) a surtout été déterminée par des marchandages politiques, voire par des intérêts fonciers dans certains cas.
2. du côté néerlandophone, des allégations ont circulé selon lesquelles dans certaines communes wallonnes, Waterloo et La Hulpe par exemple, ce seuil de 30 % était franchi, mais qu'à la suite de manipulations francophones, les facilités n’y ont pas été introduites. L’ancien bourgmestre FDF de La Hulpe s’est vanté jusqu’à sa mort d’avoir « réussi à empêcher » l’introduction de facilités pour les néerlandophones dans sa commune, cette attitude étant à l’époque partagée par d’autres élus de communes francophones du Brabant. Il s'agit cependant d'allégations peu crédibles, car les chiffres du recensement de 1947 donnent une proportion bien inférieure de néerlandophones dans ces communes (entre 5 et 15 %) et que la loi a rattaché plusieurs quartiers néerlandophones de ces communes aux communes néerlandophones voisines (Overijse, Hoeilaart). La proportion de néerlandophones après ces rectifications était donc encore inférieure.

## Évolution politique

### Périphérie bruxelloise
Le gouvernement flamand cherche à diminuer ces facilités dont il estime qu'elles freinent l'intégration des francophones en Flandre, qu'elles gênent l'apprentissage du néerlandais, qu'elles diminuent dès lors l'épanouissement professionnel des francophones et qu'elles sont provisoires, vouées à l’extinction, et qu’il faut donc « habituer » les francophones à s’en passer et à s’intégrer en Flandre.
Par ailleurs, certains partis francophones revendiquent le rattachement desdites communes à la Région bilingue de Bruxelles-Capitale.
Dans ces communes à facilités, mais aussi dans d’autres de la province du Brabant flamand, des listes des partis francophones (principalement le FDF) ou de cartels regroupant plusieurs partis francophones (Union des francophones) présentent des candidats tant aux élections communales que provinciales ou régionales. La liste UF a obtenu un représentant dans le parlement Flamand, et six dans le conseil provincial du Brabant-Flamand, ainsi que des dizaines de conseillers communaux.
Les communes à facilités de la périphérie bruxelloise sont les seules à bénéficier d’un statut électoral spécifique par lequel le Collège des Bourgmestre et Échevins et le Conseil public de l’aide sociale sont élus directement.[réf. nécessaire]
La tendance actuelle de l'autorité de tutelle va dans le sens d’une interprétation restrictive des facilités (avec par exemple la circulaire Peeters).[réf. nécessaire]

### Fourons
Avant, il y avait aussi des problèmes dans les Fourons (Voeren en néerlandais) devenus un point de fixation entre la population locale dont une partie importante souhaitait retourner à la Province de Liège et la communauté néerlandophone locale qui préfère rester en Province de Limbourg.
Les francophones, regroupés dans l’Action Fouronnaise, détiennent la majorité au niveau communal jusqu’en 2000, premières élections communales où les résidents étrangers ressortissants de l’Union européenne peuvent voter. Grâce au vote des nombreux Néerlandais installés dans la commune, la liste néerlandophone l’emporte pour la première fois au conseil communal, mais comme l’élection du Centre public d'action sociale (CPAS) était réservée aux ressortissants belges, l’Action Fouronnaise en conserva le contrôle jusqu'aux élections de 2006.
Les listes néerlandophones ont depuis longtemps obtenu la majorité lors des élections européennes.
La coïncidence, avant les dernières élections[Quand ?], de majorités francophones (au niveau de la commune) et de majorités néerlandophones (au niveau des votes pour l'Europe) illustre la situation complexe. Il devient dès lors difficile de prétendre que l'un, ou l'autre groupe représentait la majorité des Fouronnais.

## Évolution démographique
Par les conditions légales, et avec les remarques jointes, les facilités n’étaient accordées que dans des cas spécifiques, c’est-à-dire là où la minorité linguistique était censée constituer entre 30 % et 50 % de la population d’une commune concernée (ou, dans certains cas, d’un quartier).
Les évolutions des populations concernées et de l’usage des langues sont assez différentes selon les communes:
- la population a augmenté fortement autour de Bruxelles à la suite d'une certaine urbanisation ;
- la population dans les autres communes à facilités n’a pas fortement évolué, soit elle a augmenté comme aux Fourons, soit elle est restée stable, soit même elle a diminué légèrement.

Au niveau des appartenances linguistiques, les plus grandes évolutions se concentrent toutes autour de Bruxelles où, selon les dernières études (du professeur Rudi Janssens de la VUB), beaucoup de francophones venus des régions bruxelloise ou wallonne (et d’ailleurs) se sont installés. Cette immigration a fait basculer la majorité linguistique dans la plupart de ces communes.
D’autre part, dans presque toutes les autres communes à facilités, on note une légère diminution de la minorité. Toutes ces minorités locales semblent donc s’intégrer.